# Татартуп
Татартуп (осет. Тæтæртупп, от этнонима «татары» и (тюрк.) «туп» — «дно» или «тепе» — «бугор, холм») — развалины средневекового города (до 1981 года сохранялся лишь один минарет), находящиеся на левом берегу Терека, недалеко от станицы Змейской и села Эльхотово Кировского района Северной Осетии. В археологической литературе чаще всего используется название «Верхнеджулатское городище». Согласно распространённой версии, именно это поселение в средневековых русских летописях фигурирует как ясский город Дедяков (Тетяков). Татартуп издревле является священным местом и пользуется большим почитанием у осетин, балкарцев, кабардинцев и других северо-кавказских народов.

## История
| |  |  |
| Татартупский минарет. 1 — на карте «Пограничной линии Российской империи» 1782 г.(справа - руины мечети), 2 — на карте «Дорога через Кавказ от Екатериноградской станицы до Тифлиса» 1831 г., 3 — на рисунке В. И. Долбежева 1882 г. |  |  |

По свидетельству археологов город возник в X веке как поселение алан. Находясь в стратегически важном месте — Эльхотовских воротах (осет. Æрджынарæг — «теснина аргов»), на пути ведущем через Дарьял в Закавказье, он бысто рос и развивался и к началу XIII века стал местным политическим и экономическим центром алан. В 1238—1239 поселение было захвачено и разрушено монголами, но быстро отстроилось и уже к концу XIII века, несмотря на монголо-татарское владычество, снова стало значительным центром Северного Кавказа. В XIV веке, практически на столетие, город стал сильным форпостом Золотой Орды на Северном Кавказе и назывался Верхним Джулатом. Со столицей орды — Сараем он был связан через ещё два золотоордынских города — Нижний Джулат в современной Кабардино-Балкарии и Маджары в ставрополье. По-видимому, в это время у местных кавказских народов он и получил название «Татартуп» — «татарский стан», «стоянка татар».
Во времена хана Узбека в Татартупе находился мощный татарский гарнизон, активно насаждался ислам, велось масштабное строительство. Согласно археологическим данным, в это время здесь были построены две мечети с минаретами. Большая из них была соборной (джума-мечеть) и проводила службы по пятницам и большим праздникам, меньшая — удовлетворяла повседневные нужды мусульманских жителей. Одновременно в городе строились христианские церкви. Существование в Татартупе руин трёх церквей подтверждено свидетельствами многих путешественников прошлого, а также современными археологическими исследованями.
Побывавший здесь, по пути из Дербента в Татарию, в начале XV века немецкий путешественник Иоанн Шильтбергер писал что он посетил «гористую страну Джулад, населенную большим числом христиан, которые там имеют епископство. Священники их принадлежат к ордену кармелитов…» Хорошо известно, что в XV веке на Черноморском побережье, Западном Кавказе, Дагестане и Закавказье энергичные и предприимчивые итальянские купцы организовали ряд торговых факторий. Нет ничего удивительного в появлении их в Татартупе, ввиду его выгодного положения на крупном пути из Закавказья на север. А вместе с торговцами пришли и миссионеры. Но, по-видимому, католицизм у местных жителей не привился, так как при раскопках не найдено остатков католических памятников.
Сохранилось свидетельство турецкого путешественника XVII века Эвлия Челеби. Изучая Северный Кавказ он оставил следующую запись о Татартупе, который он называет Ирак-и Дадиан: «Видны остатки древних зданий… На дверях сохранились надписи и даты… Когда смотришь на этот город с высоты, то видишь 800 старых зданий». Основываясь на сведениях Эвлия Челеби, некоторые исследователи считают, что Татартуп являлся первой столицей кумыкского государства Шамхальства.
Татартуп упоминает А. С. Пушкин в своей неоконченной поэме «Тазит».

## Татартупский минарет

Верхняя часть Татартупского минарета. Хорошо виден сталактитовый пояс и, расположенный ниже его, орнаментальный пояс, стилизованный под куфическую надпись. 1974 год.

К XX веку от всех построек когда-то многолюдного города сохранился только один минарет (осет. Дзылаты мæсыг). Высота его была 21 метр, но первоначально он был выше, так как вершина его обрушилась от времени. Основание минарета было сложено из слоёв камней, чередующихся со слоями кирпича, а ствол был только кирпичным. Украшением его служил двойной сталактитовый пояс, имевший кроме декоративного ещё и практическое значение — он поддерживал кольцевой балкончик «шерефэ», на который выходил муэдзин, чтобы возвестить о наступлении часа молитвы. Дополнительным украшением минарета служил, расположенный ниже, декоративный орнаментальный пояс, стилизованный под куфическую надпись, а также вставленные в кирпичную кладку круглые бирюзовые изразцы — «тарелочки» диаметром 8 см.
На минарете отсутствует «нисба» («китабе») — специальная табличка на которой указывается имя мастера и год строительства. Известный французский учёный и путешественник Фредерик Дюбуа де Монпере в 1834 году видел на его цоколе «остатки весьма поврежденной арабской надписи», но не снял копию с этого, исчезнувшего со временем, текста. Изучая стиль и технику постройки, специалисты отмечают, что она имеет мало общего с минаретами Крыма и Волжской Булгарии а так же Средней Азии и Ирана. Наиболее близкими по характеру к ней оказались минареты Азербайджана, построенные в ширвано-апшеронском стиле (например, минареты ханеги на реке Пирсагат и Мечети Биби-Эйбат недалеко от Баку). Возможно, минарет строили пленные мастера-строители, приведённые из Азербайджана после одного из походов Узбек-хана.
В XVIII веке, когда эти места посетил академик И. А. Гильденштедт, мечеть рядом с минаретом ещё стояла в развалинах. По сведениям путешественника размеры здания были 28 шагов в длину и 14 шагов в ширину (примерно 23 х 11.5 метра). Уже в то время стояли лишь стены, а покрытия отсутствовали. Воды реки, периодически проникающие в руины мечети, отложили наносы ила над полом, толщиной до полуметра.
Побывавший в 1829 году на Татартупе А. С. Пушкин, в своём «Путешествии в Арзрум» оставил следующие свои впечатления: «Первое замечательное место есть крепость Минарет. Приближаясь к ней, наш караван ехал по прелестной долине, между курганами, обросшими липой и чинаром. Это могилы нескольких тысяч умерших чумою. Пестрели цветы, порожденные зараженным пеплом. Справа сиял снежный Кавказ; впереди возвышалась огромная, лесистая гора; за нею находилась крепость; кругом её видны следы разоренного аула, называвшегося Татартупом и бывшего некогда главным в Большой Кабарде. Легкий одинокий минарет свидетельствует о бытии исчезнувшего селения. Он стройно возвышается между грудами камней, на берегу иссохшего потока. Внутренняя лестница ещё не обрушилась. Я взобрался по ней на площадку, с которой уже не раздается голос муллы».
В 1981 году минарет был разрушен в результате непрофессиональной попытки реставрации.

## Археологические исследования
Археологические исследования на территории Верхнеджулатского городища проводились в течение ряда лет, начиная с 1958 года, Верхне-Джулатским отрядом Северо-Кавказской экспедиции Института археологии АН СССР и Северо-Осетинского института под руководством О. В. Милорадович. Экспедиция зафиксировала на городище руины трёх церквей, двух мечетей и четырёх минаретов — трёх на самом городище и одного в 6 километрах вверх по реке. По мнению специалистов, наличие такого количества мусульманских памятников даёт возможность считать большую мечеть Татартупского минарета соборной («джума-мечеть»).

### Соборная мечеть

Раскопки Татартупской мечети. 1960 г.

В числе прочих объектов было раскопано основание данной мечети, западная стена которой находилась в двух метрах к югу от Татартупского минарета. Мечеть в плане представляла собой неправильный прямоугольник, вытянутый с запада на восток с небольшим отклонением к югу. Восточная стена её не исследовалась, так как находится под насыпью шоссейной дороги. Внешняя ширина здания была 11.5 метров, внутренняя — 9.7 метра. Фундамент, глубиной 0.75 метра и шириной до 1.5 метров, был выложен из речного булыжника, стены сложены из обожжённого кирпича размером 21-25 х 21-25 х 4-5 см, а пол выложен кирпичом более крупного размера — 40 х 40 х 5.5 см. Ширина цоколя — 0.8 метра, стен — 0.5 метра, высота стен — не менее 6 метров (реконструируется на основе исследования южной стены, упавшей, но не развалившейся). В качестве украшения использовались красные кирпичи с бирюзовой поливой и штукатурка с красной краской. Основной вход в мечеть обнаружен не был и, по-видимому, находился в нераскопанной восточной стене, так как северная стена выходила к руслу реки. В западной стене, вблизи северо-западного угла, обнаружен дверной проём для прохода в минарет. От покрытия здания практически ничего не сохранилось, только в строительном мусоре найдены обломки плоской черепицы с бортиком. Датировка строительства мечети затруднена, так как здание стоит на слое речного гравия и материкового суглинка, лишённых культурных отложений, и при раскопках найдено немного различных вещей (наконечники стрел, гвозди, обломки ножей), среди которых нет датирующих.
Под полом и рядом со стенами за пределами здания были обнаружены шесть захоронений, произведённых по мусульманскому обычаю (тело вытянуто на спине, головой на запад, лицом к югу, без каких-либо вещей). В десяти метрах к югу от мечети — ещё три таких же захоронения, в двух из которых обнаружены куски рога, что может указывать на кабардинский похоронный обряд.

### Мавзолей

Раскопки мавзолея. 1960 г.

В 1960 году было раскопано основание ещё одной постройки, находящейся на расстоянии 260 метров к северо-северо-западу от Татартупского минарета. Это было прямоугольное здание размером 8.4 х 7.3 метра, ориентированное по сторонам света. Раскопки вскрыли булыжный фундамент и часть стен, сохранившихся на высоту примерно 1.2 метра. Стены имели толщину 0.7 метра и были сложены из чередующихся рядов подтёсанного булыжника и обожжёного кирпича на известковом растворе. В северной стене здания был обнаружен дверной проём шириной 1 метр, на внешней стороне восточной стены — кирпичный выступ размером 68 х 30 см. На внешних сторонах стен сохранились следы штукатурки. Строение возведено на предшествующем культурном слое с керамикой X—XIII веков и на основании этого может быть датировано концом XIII — началом XIV века. Сделанные при раскопках находки вещей (рог с циркульным рисунком, ручка от стеклянного сосуда, плоские черенковые наконечники железных стрел, костяная орнаментированная пластинка от колчана) не противоречат этой датировке. Техника постройки этого здания аналогична (тождественна) технике мечети Татартупского минарета.
Согласно основной версии, здание первоначально являлось мусульманским мавзолеем, возможно административным зданием. В качестве интересной особенности, специалисты отмечают, что на протяжении своей истории здание использовалось дважды, так как имеет два пола. Первый из них — глинобитный, находится на уровне фундамента, второй — земляной, на 25-30 см выше первого. Ко вторичному использованию здания (второй пол) относится круглая выкладка диаметром примерно 3 метра, сделанная из 12 плоских валунов диаметром 35-40 см, назначение которой для исследователей осталось неясным.
С внешней стороны западной стены здания исследовано семь мусульманских погребений без вещей (найдены лишь две серебряные пуговицы). Кладбище было ограждено каменной стеной.

### Христианские церкви

Руины церкви № 2. 1959 год.
Вид с востока, на переднем плане — крипта.

Руины одной из христианских церквей Верхнего Джулата были обнаружены на одном из холмов близ автотрассы благодаря торчащим из земли кирпичам и исследованы в 1959 году археологом О. В. Милорадович. Это было небольшое здание размером 7.7 х 5.6 метров с полукруглой апсидой с восточной стороны. К южной стене церкви был пристроен небольшой придел, также с небольшой апсидой. При раскопках обнаружены осколки штукатурки с фрагментами фресковой живописи. Возможно это та самая церковь в которой И. А. Гильденштедт в 1771 году видел изображения девы Марии и Иоанна Крестителя. Больше всего исследователей в конструкции церкви заинтересовало наличие сводчатой подалтарной крипты в которую вёл люк находящийся в центре алтаря. Внутри крипты, в её северной стене, был низкий вход в потайной подземный ход, ведущий к обрыву на берегу Терека. Церковь была обнесена каменной оградой, внутри которой было обнаружено много христианских захоронений.
На основании планировки церкви и некоторых находок известный историк и археолог Е. И. Крупнов датировал её XII веком и относил к архитектурным памятникам Древней Руси. Другие исследователи отмечают, что характер строительных материалов и техника кладки позволяют соотнести датировку здания с концом XIII — началом XIV века, а отнести постройку к архитектурным памятникам Руси мешает подалтарная крипта — как известно, в древнерусской архитектуре крипт нет.
В 1962 году в Верхнеждулатском городище исследованы ещё две церкви, одна из которых имела такую же крипту.

## Почитание различными народами

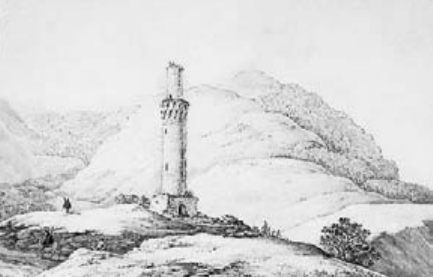
Чернецов Н. Г.
Мечетский пост. 1829 г.

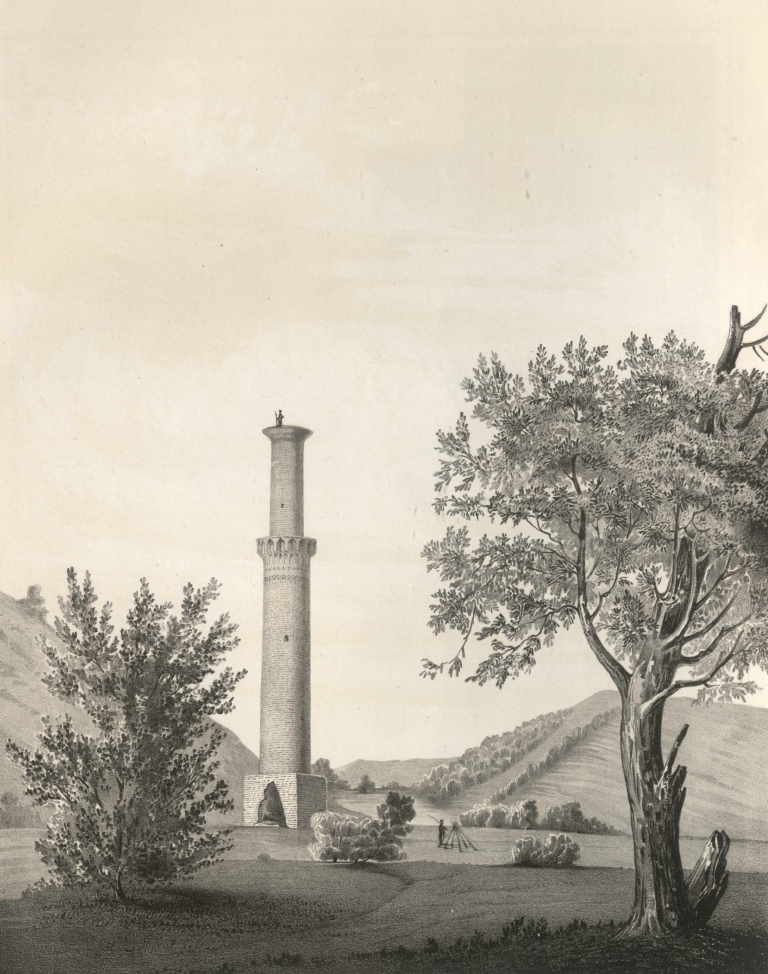
Фредерик Дюбуа де Монпере Минарет в 43 верстах от Владикавказа. 1840 г.

У осетин и кабардинцев Татартуп всегда считался священным местом и пользовался огромным почитанием. Особенно это касается святилища на вершине горы. На Татартупе и Татартупом клялись, здесь укрывались от кровной мести. Об этом было известно А. С. Пушкину, писавшему в своей неоконченной поэме «Тазит»: «В нежданной встрече сын Гасуба Рукой завистника убит Вблизи развалин Татартуба». Сын Гасуба был убит на священном месте, почитаемом горцами и дающем неприкосновенность любому человеку! Это было невиданным святотатством, и, когда юный Тазит встретил убийцу брата и пощадил его, он был за это проклят и изгнан своим отцом Гасубом.

### Осетины
Экспедиция О. В. Милорадович в 1960 году обследовала одно осетинское святилище («дзуар») Татартупа, расположенное в 2.5 километрах к юго-востоку от станицы Змейской напротив села Эльхотово на высоком берегу Терека, южным склоном обращённом к городищу. На этом месте И. А. Гильденштедт в 1771 году видел второй Татартупский христианский храм. На месте святилища была построена вышка, нарушившая ранее существовавшую кладку старинной постройки из обожжённого квадратного кирпича размером 25 х 25 х 5 см. Рядом находился спиленный дуб, на котором, по сообщению местных жителей, раньше был ящик для денежных приношений.

### Кабардинцы
Известный кабардинский историк и этнограф Шора Бекмурзин Ногмов в своей книге «История адыхейского народа» писал: «На берегу реки Терека, выше соединения её с рекой Малкой, находятся в большом числе башни или минареты. На кабардинском языке их называют „жулат“, сокращенное из „жоритла ант“, то есть „часовня для подаяния доброхотных дателей“. По преданию, они основаны нашими предками в древности и были посещаемы для очищения и принесения жертв. Если между союзниками или друзьями случалась ссора или нарушение слова, то оба отправлялись к жулату с луком и стрелами. По прибытии туда, они становились один против другого, брали стрелу за концы и давали обещание, что между ними впредь никакой ссоры не будет; потом разламывали её надвое и возвращались восвояси. Этот обряд называли жулат. Кабардинцы рассказывают, что когда Кодже-Берды-хан с татарами поселились под самым жулатом, то народ стал называть эти здания Татартуп, то есть „под татарами“. Когда же Кодже-Берды-хан с своей ордой удалился, то другой хан — Жанбек совершенно присвоил себе жулаты и обратил их в минареты. Но предание продолжало сохраняться в пословице; народ вместо клятвы говорил для (утверждения своих слов: татартуп пенже-сен — „да буду в татартупе многожды!“.»

### Балкарцы
По данным русских этнографов конца XIX века, Татартуп являлся таким же священным местом для балкарцев («горских татар»), как и для кабардинцев. Самой серьёзной клятвой считалась та, которая произносилась на башне Татартупского минарета. Ритуал включал в себя произнесение вслед за именем Бога имён двух братьев, Татартюба и Пенджехасана, согласно древним преданиям принёсших мусульманство в Кабарду, после чего дающий клятву человек считал себя обязанным говорить только правду под страхом самых тяжких последствий для своего рода, за любое, даже самое малейшее уклонение от истины. По мнению современных авторов, под символическим именем второго легендарного брата скрывается название другого древнего мусульманского святилища на Северном Кавказе — Пендж-е Хасана, о котором упоминает Эвлия Челеби в своей «Книге путешествия».

### Ногайцы

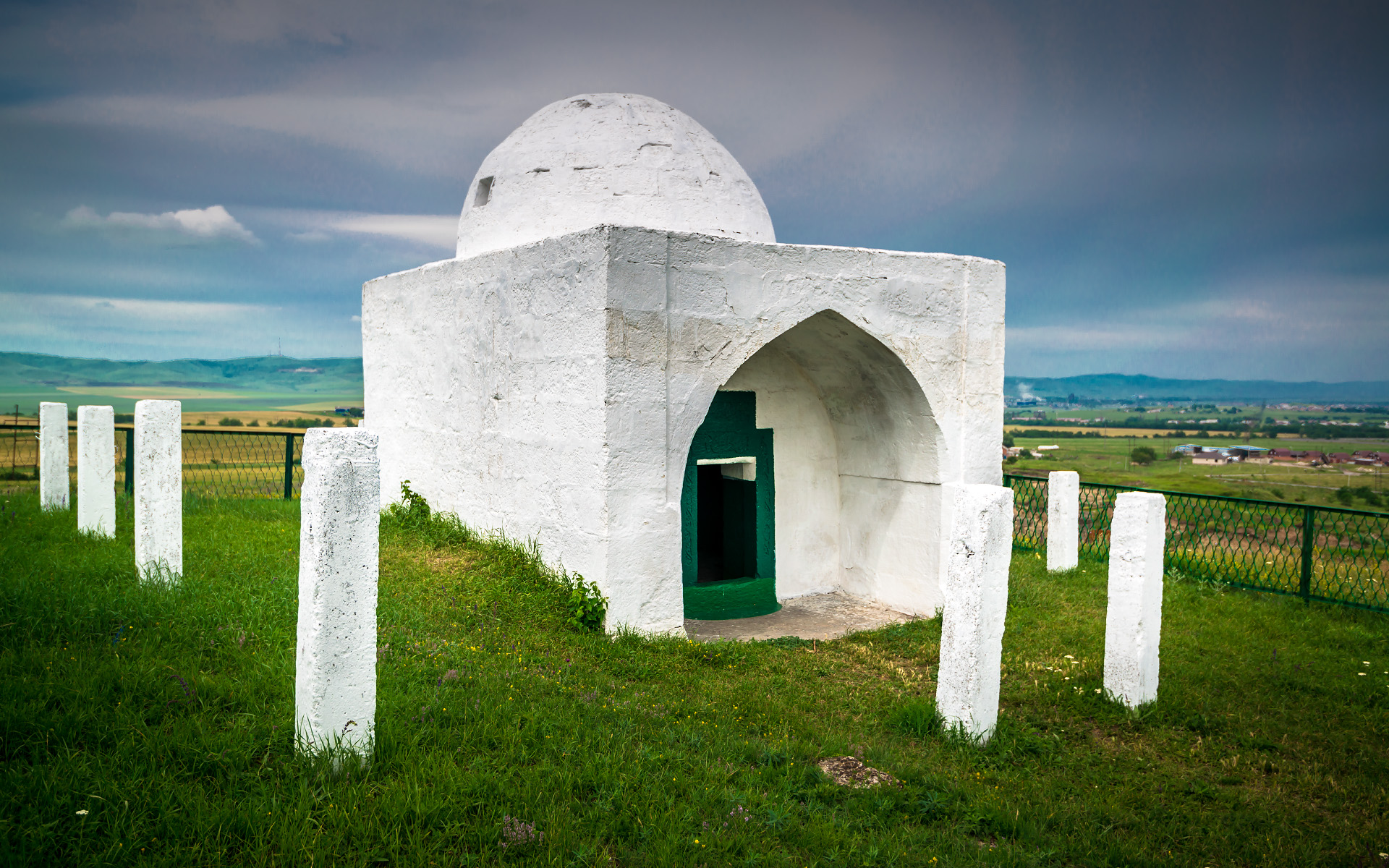
Мавзолей «Борга-Каш».
2013 год.

Этнографические данные позволяют выявить некоторые объективные критерии, связывающие ногайцев с Татартупом. Так, согласно ногайским сказаниям, в мавзолее Борга-Каш был захоронен властелин Татартупа — один из предводителей ногайских племён Золотой Орды Борга-Хан (Боргакан, Бораган), который перекочевал из Крыма на Кавказ (где сливаются Сунжа и Терек) при Мамае. В целом ногайский фольклор полон воспоминаний об опустошительном походе Тимура, истребившего цвет ногайских орд, в частности в ногайской поэме «Мурза-Едиге» говорится о Султане Берки — хане, властителе Татартупа, и описываются ужасные последствия разгрома Тимуром Тохтамыша. Исследователи XVII—XVIII веков находили в Татартупе много эпиграфических памятников. Эвлия Челеби, побывавший здесь в 1665 году, сообщал, что на кладбище города Ирак-и Дадиан (Татартупа) на могильных памятниках, в том числе, на тюркских языках были написаны разные сказания. Л. И. Лавров предполагал, что большую часть татартупских надписей следует отнести к XVIII веку. Он отмечал, что сохранившиеся здесь более поздние ногайские надписи были написаны по-турецки. В конце XIX века почитание этого священного места сохранялось у ногайцев, живущих около Пятигорска — в канун новогоднего праздника весеннего солнцестояния Навруз они ездили на поклонение в урочище Татартуп. По мнению этнографов этот обычай они усвоили от кабардинцев.

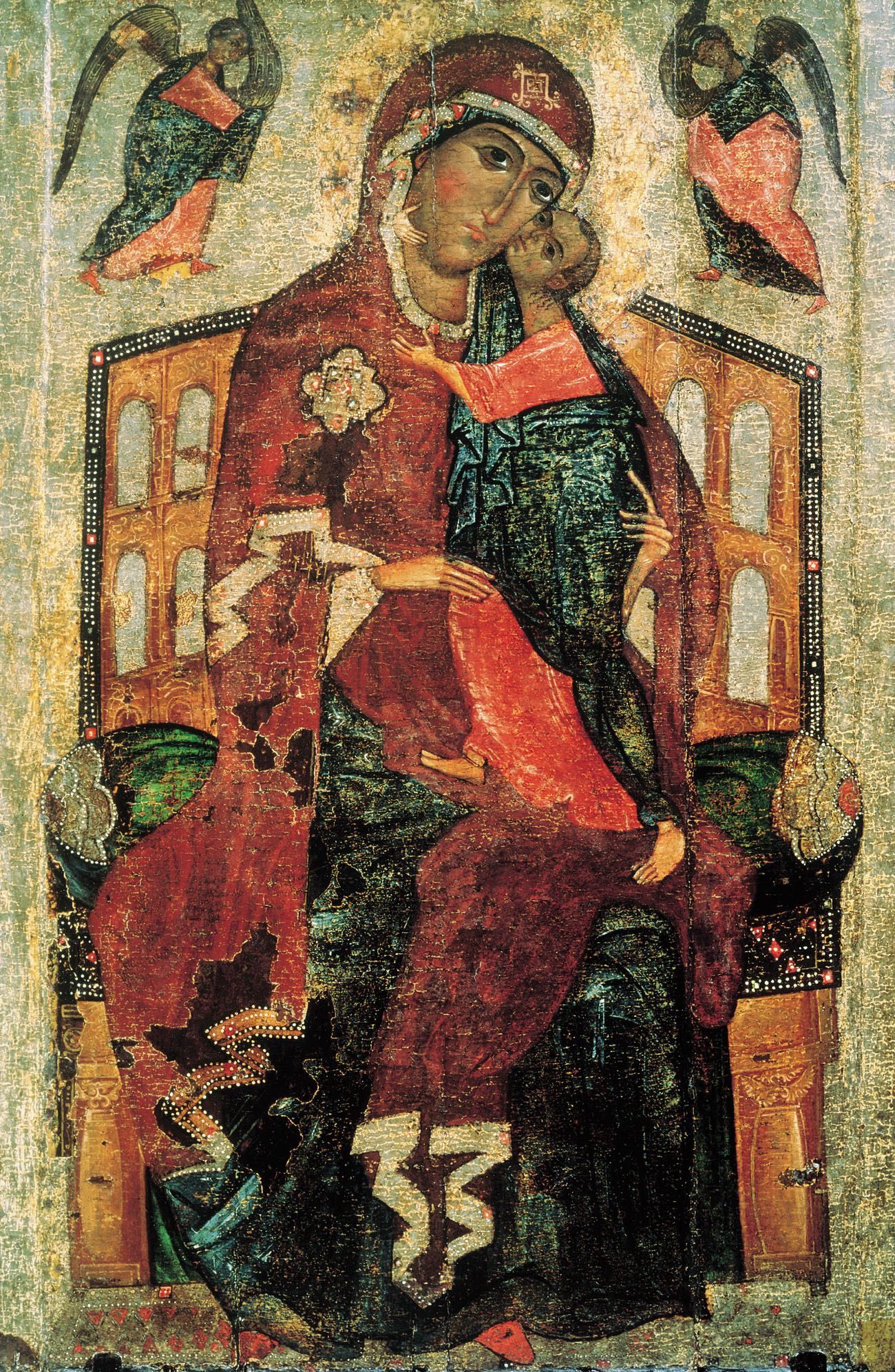
Большая икона Толгской Богоматери (Толгская I).
Посл. четв. XIII в.

## Летописный Дедяков
Согласно одной из версий, именно Татартуп упоминается в русских летописях XIII — начала XIV веков как ясский город Дедяков (Титяков). В Никоновской летописи указаны следующие географические ориентиры города: «За рекою за Теркою, под великими горами под Ясскими и Черкасскими, у града Титякова, на реце Сивинце, близ Врат Железных…». По мнению известного советского этнографа, кавказоведа Л. И. Лаврова, «…Врата Железные…» — это Дарьяльский проход, действительно находящийся «…за рекою за Теркою…» (за Тереком), «…под великими горами под Ясскими и Черкасскими…» (то есть у Кавказского хребта).
Под 1277—1278 годами в Симеоновской летописи, об участии русских князей в походе на Северный Кавказ совместно с монголами, сказано: «Князи мнози с бояры и слугами поехаша на войну с царем Менгутемером, и поможе бог князем русскым, взяша славный град Яськый Дедеяков зиме месяца февраля в 8, на память святого пророка Захарии, и полон и корысть велику взяша, а супротивных без числа оружием избиша, а град их огнём пожгоша». По одной из версий, чудотворная Толгская икона Божией Матери, могла быть привезена ярославским князем Фёдором Ростиславичем Чёрным из Дедякова в качестве трофея («…корысти великой…») этого похода. В качестве одного из аргументов в пользу данной теории, специалисты отмечают, что иконописный тип «Богоматерь Елеуса на троне», в котором выполнена эта икона, не характерен для Руси, однако широко распространён в Грузии.

## См.также
- Змейский катакомбный могильник
- Татартубское сражение